# Omar Duarte
Omar Duarte (Cúcuta, Norte de Santander; 18 de julio de 1995) es un futbolista colombiano. Juega de delantero y actualmente milita en el Atlético Huila de la Categoría Primera B colombiana.

## Biografía

### Inicios
Nació en Cúcuta y se crio en el municipio de Puerto Santander, Norte de Santander en el Oriente Colombiano. Debutaba en la selección de fútbol del municipio, junto a su primo Freyn Figueroa, dirigido por su tío Freddy Figueroa, y pasó a jugar al equipo "Aniversario", con el que participó en algunos torneos nacionales. De Aniversario, pasó a jugar a la cantera del Envigado F. C., y posteriormente a la cantera del Atlético Huila.

### Atlético Huila
Tras un tiempo jugando en las divisiones inferiores del Envigado F. C., llegó a la cantera Atlético Huila. Empezó jugando con el equipo juvenil, y luego pasó al equipo sub-20. En el sub-20, tuvo grandes partidos y anotó más de 20 goles, que lo dejaron entre los goleadores del Torneo Nacional. Gracias a sus buenos partidos y sus goles anotados con el equipo sub-20; el cucuteño fue ascendido a la nómina profesional. 
Su debut como profesional, fue a finales del mes de julio de 2015, cuándo el Atlético Huila enfrentó al Atlético Nacional en el Estadio Guillermo Plazas Alcid por un partido válido por la Categoría Primera A. Ese semestre, jugaría 8 partidos, todos válidos por el Campeonato Colombiano. 
El 2016, sería el año en que el cucuteño se consolida como profesional. En la primera parte del año, juega más de 15 partidos siendo figura de su equipo en varios de ellos. Para el segundo semestre, Duarte empieza a marcar goles con la camiseta del Atlético Huila.
Su primer hat-trick como profesional lo hace el 3 de marzo de 2018 dándole la victoria 3 por 1 sobre La Equidad, siendo la figura de la fecha 6 del Torneo Apertura 2018.

### Atlético nacional
Jugó para Atlético Nacional de Colombia, club con el cual firmó para la temporada 2018/19 con opción de compra al 50 % de los derechos deportivos del jugador, Omar no logró triunfar en el equipo antioqueño motivo por el cual, para el segundo semestre del 2019, regresa al Atlético Huila.

## Clubes
- Presente

| Atlético Huila    | Colombia | 2015 - 2018 |          |          |      |
| Atlético Nacional | Colombia | 2018 - 2019 |          |          |      |
| Atlético Huila    | Colombia | 2019 - 2021 |          |          |      |
| La Equidad        | Colombia | 2021        | Jaguares | Colombia | 2022 |

## Estadísticas
| Club                         | Div.          | Temporada     | Liga  | Liga  | Copas Nacionales | Copas Nacionales | Torneos Internacionales | Torneos Internacionales | Total | Total | Media Goleadora |
| Club                         | Div.          | Temporada     | Part. | Goles | Part.            | Goles            | Part.                   | Goles                   | Part. | Goles | Media Goleadora |
| ---------------------------- | ------------- | ------------- | ----- | ----- | ---------------- | ---------------- | ----------------------- | ----------------------- | ----- | ----- | --------------- |
| Atlético Huila · Colombia    | 1.a           | 2015          | 8     | 0     | 0                | 0                | -                       | -                       | 8     | 0     | 0               |
| Atlético Huila · Colombia    | 1.a           | 2016          | 33    | 7     | 3                | 0                | -                       | -                       | 36    | 7     | 0.19            |
| Atlético Huila · Colombia    | 1.a           | 2017          | 28    | 6     | 1                | 0                | -                       | -                       | 29    | 6     | 0.15            |
| Atlético Huila · Colombia    | 1.a           | 2018          | 21    | 8     | 0                | 0                | -                       | -                       | 21    | 8     | 0.38            |
| Atlético Huila · Colombia    | Total club    | Total club    | 90    | 21    | 4                | 0                | 0                       | 0                       | 94    | 21    | 0.20            |
| Atlético Nacional · Colombia | 1.a           | 2018          | 12    | 2     | 5                | 0                | 1                       | 1                       | 18    | 3     | 0.16            |
| Atlético Nacional · Colombia | 1.a           | 2019          | 6     | 1     | 0                | 0                | 1                       | 0                       | 7     | 1     | 0.16            |
| Atlético Nacional · Colombia | Total club    | Total club    | 18    | 3     | 5                | 0                | 2                       | 1                       | 25    | 4     | 0.16            |
| Atlético Huila · Colombia    | 1.a           | 2019          | 13    | 1     | 0                | 0                | -                       | -                       | 13    | 1     | 0.07            |
| Atlético Huila · Colombia    | 2.a           | 2020          | 11    | 4     | 3                | 0                | -                       | -                       | 14    | 4     | 0.28            |
| Atlético Huila · Colombia    | Total club    | Total club    | 24    | 5     | 3                | 0                | 0                       | 0                       | 27    | 5     | 0.18            |
| La Equidad · Colombia        | 1.a           | 2021          | 24    | 1     | 4                | 0                | 5                       | 2                       | 33    | 3     | 0.09            |
| La Equidad · Colombia        | Total club    | Total club    | 24    | 1     | 4                | 0                | 5                       | 2                       | 33    | 3     | 0.09            |
| Atlético Huila · Colombia    | 2.a           | 2022          | 11    | 1     | 3                | 0                | -                       | -                       | 14    | 1     | 0.07            |
| Atlético Huila · Colombia    | Total club    | Total club    | 11    | 1     | 3                | 0                | 0                       | 0                       | 14    | 1     | 0.07            |
| Jaguares de Córdoba          | 1.a           | 2022          | 4     | 2     | 0                | 0                | -                       | -                       | 4     | 2     | 0.09            |
| Jaguares de Córdoba          | Total club    | Total club    | 4     | 2     | 0                | 0                | 0                       | 0                       | 4     | 2     | 0.09            |
| Total carrera                | Total carrera | Total carrera | 171   | 31    | 19               | 0                | 7                       | 3                       | 197   | 36    | 0.18            |

### Hat-tricks
| 1 | 3 de marzo de 2018 | Estadio Manuel Murillo Toro, Ibagué | Atlético Huila - La Equidad |  | 3- 1 | Esteban Ruíz | 2018-I |

## Palmarés

### Torneos Nacionales
| Título        | Club              | País     | Año  |
| ------------- | ----------------- | -------- | ---- |
| Copa Colombia | Atlético Nacional | Colombia | 2018 |
| Primera B     | Atlético Huila    | Colombia | 2020 |